# 이누야샤 (등장인물)
이누야샤는 동명 만화의 주인공이자 후속작 반요 야샤히메에 등장하는 캐릭터이다. 애니메이션 성우는 야마구치 캇페이(일본판) / 강수진(한국판), 우정신(어린시절)이다.

## 소개
일본 전국시대를 살아가는 반요괴로 개 요괴인 아버지 개 대장과 인간인 어머니 이자요이 사이에서 태어났다. 아버지가 가진 개 요괴의 유전과 어머니가 가진 인간의 유전이 혼혈화되어서 개의 귀와 인간의 몸체를 하고 있으며 개 요괴의 마음과 인간의 마음을 동시에 지니고 있다. 머리는 은백발에 아버지의 영향으로 개의 귀가 있으며 안면은 어머니의 영향으로 인간 모습의 형태로 있고 항상 붉은색의 불쥐의 옷을 입고 다닌다. 
아버지로부터 개요괴의 특성을 유전받다보니 약간 개와 같은 행동을 보일 때도 있지만 때로는 어머니 쪽의 인간 유전 덕분에 여자를 생각하는 마음도 갖고 있으며 그렇기 때문에 키쿄우와 히구라시 카고메와 접점을 맺게 되기도 하였다. 
철쇄아라 불리는 대검을 주무기로 사용한다. 
반요이기 때문에 초하룻날이 되면 요력(妖力)이 사라져서 검은머리의 인간 모습으로 변하게 되는데, 이 때는 요괴로서의 모든 능력을 잃게 되기 때문에 철쇄아도 사용할 수 없다. 머리색이 검은 것은 인간인 어머니 이자요이의 유전에 의한 것으로 추정된다. 
셋쇼마루와는 이복형제 사이이며, 서로 사이가 좋지 않다. 

## 봉인과 부활
이누야샤는 사혼의 구슬을 통해서 완전한 요괴가 되길 바랬다가 키쿄우가 쏜 화살에 맞아 봉인되어 잠이 들게된다. 키쿄우는 부상을 입은 상태에서 사혼의 구슬을 품에 안으며 세상을 떠났지만 사실 그 정체는 나라쿠가 키쿄우로 위장하여 이누야샤를 봉인하게 된 것이었다. 나라쿠는 이전에도 이누야샤로 위장하여 키쿄우에게 부상을 입힌 적이 있으며 이를 계기로 이누야샤와 키쿄우가 서로 관계가 악화되고 이간질을 당하게 되었다. 
그리고 후에 현대세계에서 온 중학생 소녀 히구라시 카고메에 의해서 봉인이 풀려 부활하게 되었는데 처음에는 그녀를 키쿄우라 부르며 이를 갈았지만 자세히보니 그 여자와 다른 모습에 다른 옷차림이었다는 것을 보면서 다른 여자라는 것을 알게 된다.  

## 현대시대의 여인
이누야샤가 화살에 맞아 오랫동안 잠들었을 때 그에게서 초록색과 하얀색이 조합된 교복을 입은 긴 머리의 여중생이 나타나게 된다. 바로 현대에서 온 카고메였으며 그녀는 사혼의 구슬이 키쿄우가 죽기 직전 이누야샤를 다시 보고 싶다는 소원을 이용해 태어나게 된 키쿄우의 환생이었다. 이를 계기로 이누야샤와 카고메의 운명적인 인연이 시작된다.
그리고 봉인에서 풀려나 눈을 떴을 때 이누야샤는 카고메를 키쿄우로 착각하며 키쿄우라고 부르는데 자세히보니 키쿄우와 옷차림도 다르고 모습이나 행동도 달라보여서 다른 여자라는 것을 알게 되었다. 그러나 그녀가 한때 키쿄우와 같은 무녀복을 입고 나타났을 때는 마치 그녀가 죽은 키쿄우의 모습과 닮아보여서 잠시동안 연민을 느끼기도 하였다. 하지만 이누야샤는 카고메가 키쿄우와 다른 사람이라는 것을 누구보다 명확하게 알게 되었으며,카고메의 다정함과 밝음이 본인을 변화하게 만들었고 시간이 지날수록 서로 마음을 나누게 된다. 

## 양다리
주인공 중 양다리 속성이 있어보이는 편인데 처음에는 무녀인 키쿄우와 만나서 사랑을 나누었지만 키쿄우가 죽은 후에 현대 세계에서 온 여중생 카고메와 사귀게 되어 양다리인 것이 아니냐는 평가가 나온다.  
카고메가 키쿄우의 환생이라는 점과 설정상 두 인물의 외모가 닮았다는 점을 들어 이누야샤가 카고메를 키쿄우의 환생이라 좋아하게 된 것이고, 카고메와 이누야샤의 사랑은 키쿄우와 이누야샤의 사랑의 연장선상일 뿐이라 주장하는 독자들도 간혹 있는데, 이는 사실이 아니다. 초반의 이누야샤는 계속 키쿄우를 원망하고 있었고, 한두 번은 카고메를 키쿄우와 겹쳐보고 카고메를 싫어했으나 점차 카고메를 좋아하고서는 봉인되던 옛 꿈을 꾸었을 때, 키쿄우를 보고도 카고메라고 먼저 인식했을 정도였다. 이누야샤는 카고메를 카고메 그대로로써 사랑했고, 실제로 카고메에게서 키쿄우를 겹쳐보는 장면은 잘 없다. 그나마 나온 장면도 극초반부 한정, 이후부터는 카고메와 키쿄우 간에 확실히 선을 긋는다. 그나마 겹쳐보는 장면도 긍정적인 장면은 아니었다. 키쿄우와 닮았다고 느끼던 초반부에도 그냥 닮았다고만 생각하던 것일 뿐, 키쿄우를 닮았다는 이유만으로 카고메에게 ‘호감’을 느끼는 장면은 없다. 
키쿄우를 닮아서 기분 나쁘다는 둥 고약한 냄새가 난다는 둥 카고메에게 막말하던 이누야샤가 거미두 에피소드에서 인간이 돼서 죽을 위기에 처하자 카고메는 이누야샤가 죽을까봐 울기까지 했고, 실제로 이누야샤는 이 모습을 보고 카고메에게 완전히 마음을 연 것이다. 독에 중독된 자신을 구해준 후 간호까지 해준 카고메에게 "너한테서 좋은 냄새가 나."라며 말하는 장면이 정식으로 호감을 드러내기 시작한 장면이기 때문. 이누야샤가 카고메가 키쿄우를 닮아서, 그 환생이기에 좋아한 것이라 보긴 어렵다. 즉, 상술했듯 카고메를 좋아하게 된 것은 그저 키쿄우와 닮아서이기 때문이란 게 아니란 것이다. 원작에서도 카고메가 난 키쿄우의 대용품이냐고 이누야샤에게 묻자, 이누야샤는 "처음엔 닮았다 싶긴 했지만 지금은 아니야. 카고메는 카고메야. 널 대신할 사람은 아무도 없어."라고 말한다.

## 반요(半妖)
대요괴와 인간의 사이에서 태어난 반요(半妖)로, '사혼(四魂)의 구슬'을 통해 완전한 요괴가 되기를 꿈꾸었으나 나라쿠의 계략으로 인해 키쿄우가 쏜 화살에 맞아 50년간 봉인되어 잠들었다. 이후 현대시대에서 온 여중생 카고메에 의해 깨어나게 되어 사혼의 구슬조각을 찾아 카고메와 여행을 한다. 아버지로부터 토토사이가 만든 명검 철쇄아를 물려받았다. 초하룻날 밤에는 인간이 되지만 철쇄아와 떨어진 채 위기를 느끼면 요괴가 된다. 나라쿠를 끊임없이 물리치기 위해서 검을 끊임없이 단련시켰고 몇번씩이나 죽을 고비에 시달렸지만 무사히 넘어간다. 카고메를 두고 사랑의 라이벌인 코우가와 대립하기도 한다. 겉으론 난폭하나 속으론 그 성품이 깨끗하고 따뜻하다. 동료들한테는 최대의 공격도우미가 되며 셋쇼마루와 대립하기도 했지만 셋쇼마루가 변한 후에는 그 대립관계가 많이 양호해졌다. 50년 전 키쿄우를 좋아하다가 나라쿠에 의해 봉인당하고 그로부터 50년 후 키쿄우의 환생 카고메를 점점 좋아하게 된다. 불완전한 인형의 몸으로 키쿄우가 부활하자 키쿄우에게도 상당히 마음을 쓰지만 키쿄우가 나라쿠의 독기에 이기지 못해 죽음에 이르자 키쿄우를 하늘로 떠나보내고 나라쿠가 죽은 후에 무녀가 된 카고메와 함께 시공을 초월한 커플로 전국시대에서 살아가게 된다. 무녀 카고메와 인간을 지키고 그 시대에서 평화를 유지하면서 살아간다.

## 인간화와 요괴화
반요라서 초하룻날이 되면 반요에서 인간으로 완전히 변하게 되는 경우가 있는데 순혈 요괴가 아닌 요괴와 인간 사이에서 태어난 혼혈아라 어머니의 영향을 받아 검은머리의 인간으로 변하게 된다. 머리색이 검게 되는 것은 어머니인 이자요이의 유전을 받았을 가능성이 있으며 이자요이 역시 머리색이 검은색이었다. 이 때가 되면 개의 귀가 사라지고 아버지로부터 유전받은 개요괴의 특성도 사라지면서 은백발의 머리가 검은색으로 변하게 되는데 안면이나 육신만 그대로 남는다. 이때는 검은머리의 완전한 인간소년의 모습을 하고 있다. 개의 귀도 사라지며 인간의 귀가 생긴다.  
다만 이 때는 반요가 아니기 때문에 요력을 일시적으로 사용할 수 없으며 반요 때에 비해서 힘이 떨어지기도 하여서 적과 싸울 때도 반요 때와 같이 싸우지 못하는 경우도 있다. 
한편으로는 반요의 모습이면서 눈이 붉게 변하고 입가에 송곳니가 생기면서 평소보다 난폭하고 잔인한 요괴의 모습으로 변하기도 하는데 이 때는 피냄새를 맡기만 해도 상대방을 반드시 죽여야한다는 충동이 들어서 스스로 제어하지 못한다는 점이 있다. 그러나 카고메가 '오스와리'(한국어 버전: '앉아') 할 때는 술력에 의해 땅바닥에 엎드려지게 되면 원래의 모습으로 돌아오기도 하였다.